# Flaga Pakistanu
Flaga Pakistanu zaprojektowana została przez Muhammada Ali Jinnaha. Składa się z ciemnozielonego pola, na którym widnieje biały półksiężyc z pięcioramienną gwiazdą i białego pasa w części czołowej. Flaga, o proporcjach 2:3, została przyjęta 14 sierpnia 1947 roku.

## Historia
Flaga działającej w Indiach od 1906 Ligi Muzułmańskiej była kombinacją symboli islamu – zieleni proroka Mahometa i białego półksiężyca z gwiazdą. Po oddzieleniu się Pakistanu od Indii dodano biały pas pionowy, który miał symbolizować mniejszości wyznaniowe w państwie.

## Symbolika
Zielone pole i biały pas obrazują wspólnotę muzułmańską i mniejszości w odpowiednich proporcjach. Natomiast półksiężyc jest symbolem rozwoju, a gwiazda mądrości i wiedzy.